# Михаил Фрунзе
Михаил Васиљевич Фрунзе (рус. Михаи́л Васи́льевич Фру́нзе; Бишкек 2. фебруар 1885. - 31. октобар 1925. Москва) био је један од главних руководилаца бољшевика, Октобарске револуције и касније руководилаца Црвене армије у Руском грађанском рату. 

## Биографија
Рођен је румуњском оцу и руској матери у граду Бишкек, тадашњој Руској Империји, данас главни град Киргистана. Студије је почео у Алма-Ати и 1904. наставио на Политехничком универзитету у Санкт Петербургу.
На другом конгресу Социјал-демократске радничке партије у Лондону 1903. Фрунзе је у спору Мартових мењшевика и Лењинових бољшевика подржао Владимира Иљича Лењина. Спор се водио око будуће тактике радничке партије.
Две године након конгреса Фрунзе постаје један од главних организатора револуције 1905. водећи штрајковни вал текстилне индустрије у Шуји и Иванову. Након угушења револуције, Фрунзе је био ухапшен и осуђен на смрт. Казна је промењена у присилни рад у Сибиру. Након десет година у Сибиру побјегао је у Читу, где је постао уредник бољшевистичког недељника Восточно Оброзение (Источни зборник).
Током фебруарске револуције 1917. био је начелник револуционарних милиција у Минску и касније постаје председник бјелоруског совјета. У октобарском делу револуције 1917. отпутовао је у Москву где је водио оружане раднике у борби за контролу града.
Године 1918. постаје војни комисар Вознесенске провинције, у које време је почео и руски грађански рат. Тада је именован и вођом Армије Југ. Код Омска је победио Белу армију познатог адмирала Александра Колчака. Врховни командант Црвене армије Лав Троцки му након тога додељује команду Источног фронта. Фрунзе је наставио са бојем против беле гарде и басмачких побуњеника у родном Туркменистану. При томе је освојио фебруара Киву и септембра Бухару. У новембру 1920. освојио је Крим и одбацио је генерала Петра Врангела изван граница Русије. Такође је угушио анархистичке (под Нестором Махноом) и националистичке покрете (Симона Петљуре) у Украјини.

Године 1921. изабран је у Централни комитет руске бољшевичке партије, 1925. постаје председник Револуционарног војног совјета. Као јака подршка Григорија Зиновјева дошао је у конфликт са његовим ривалом Јосифом Стаљином.
Умро је 31. октобра 1925. услед тровања хлором током операције стомака. Неки верују да је био смакнут по наређењу Јосифа Стаљина, те је постао жртва у борби за област, као и наводно Јаков Свердлов.
Сахрањен је у московској кремаљској некрополи.

## Фрунзеова оставштина
Име Фрунзе је постало синоним бољшевика и касније комунистичког Совјетског Савеза. По њему је именовано мноштво улица, установа па и град.
1926. Бишкек у Киргистану је њему у част преименован у Фрунзе (под тим именом остао је до распада Совјетског Савеза 1991). Његово име носи тамошњи музеј. 
Још познатија је била славна војна академија Фрунзе, коју су похађале познате војне личности из наредних ратова. Такође је по њему именована друга дивизија совјетске Црвене армије. По њему је именована и метро станица московског метроа - Фрунзенскаја.